# Chichy
Chichy – wieś w Polsce położona w województwie lubuskim, w powiecie żagańskim, w gminie Małomice. Kiedyś występowała pod nazwami: Conradi Villa, Kunzendorf, Namysłów.
W latach 1954–1958 wieś należała i była siedzibą władz gromady Chichy, po jej zniesieniu w gromadzie Małomice. W latach 1975–1998 miejscowość administracyjnie należała do województwa zielonogórskiego.

## Zabytki

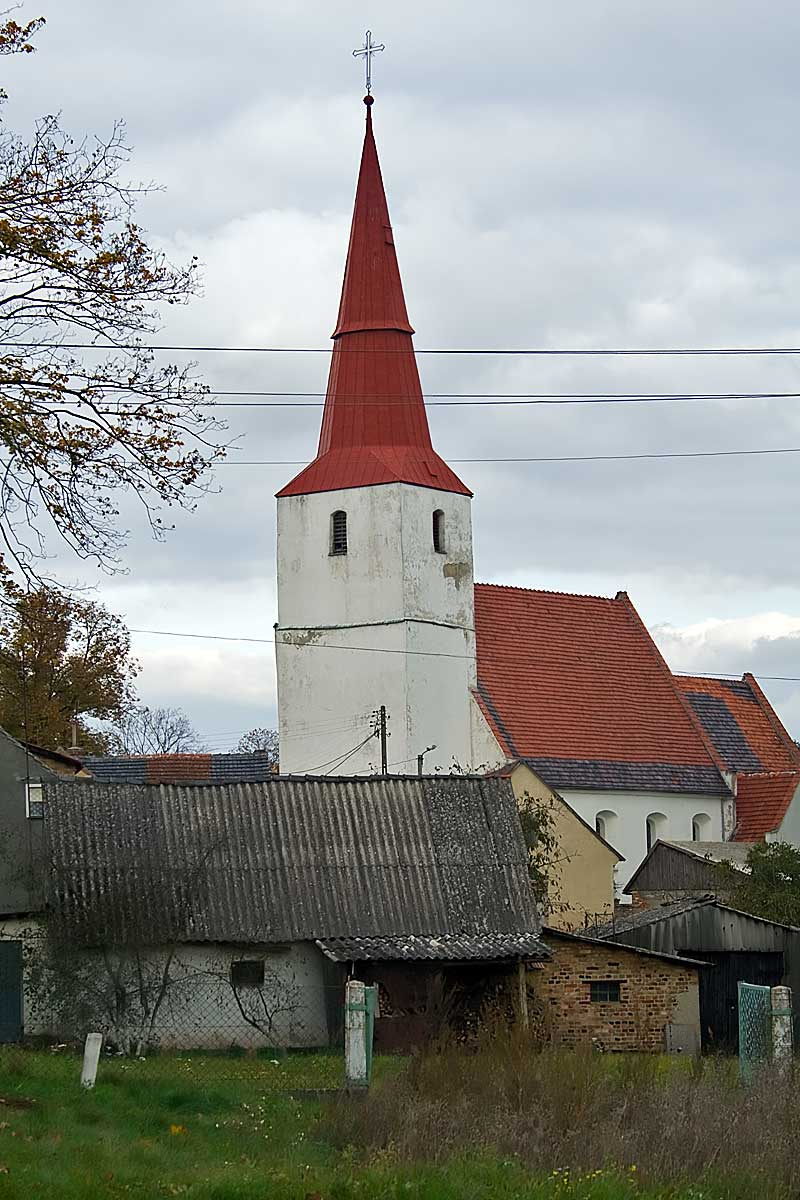
Kościół

Do wojewódzkiego rejestru zabytków wpisane są:
- kościół parafialny pod wezwaniem św. Jana Chrzciciela, z połowy XIII wieku, w 1679 roku
- budynek bramny

- zespół pałacowy, z XVIII wieku, 1840 roku: 
  - pałac z XV w. przebudowany w 1840 roku
  - park
- dom nr 16, z połowy XIX wieku